# Moe Gets Tied Up
Moe Gets Tied Up (nebo také Moe in Bondage nebo The Velvet Underground) je americký černobílý film z roku 1966. Natočil jej výtvarník a režisér Andy Warhol a vystupují v něm členové skupiny The Velvet Underground, jíž byl manažerem. Ve filmu jsou všichni členové skupiny (John Cale, Sterling Morrison, Lou Reed, Maureen Tuckerová) a pijí různé nápoje, přičemž jediná Tuckerová (bubenice) je připoutána k židli. Původní délka filmu byla 66 minut a původně byl promítán na dvojitém promítacím plátně. Později se do oběhu dostala 35 minutová verze filmu. Později se na internetu objevila verze zkrácená na 32 minut. Původní 66 minutová verze byla v roce 2008 promítána v newyorském Muzeu moderního umění.